# Косьцелець (Нижньосілезьке воєводство)
Косьцелець (пол. Kościelec) — село в Польщі, у гміні Кротошиці Леґницького повіту Нижньосілезького воєводства.